# Acacia brownii
Acacia brownii é uma espécie de leguminosa do gênero Acacia, pertencente à família Fabaceae.